# Spokoïny
Le Spokoïny ou Spokoyny (en russe : Спокойный), également connu sous le nom de Koutina, est un stratovolcan situé au nord de la péninsule du Kamtchatka, à l'est de la Russie. Dominé par le volcan Ostry, le Spokoïny est l'un des sommets de la chaîne Centrale.